# Zaječar
Zaječar (en serbe cyrillique : Зајечар ; en roumain : Zăicear ; en bulgare : Зайчар) est une ville de Serbie située dans le district de Zaječar. Au recensement de 2011, la ville intra muros comptait 38 185 habitants et son territoire métropolitain, appelé ville de Zaječar (Град Зајечар et Grad Zaječar), 58 547.
La ville de Zaječar est le centre administratif du district du même nom. L’origine du nom de la ville est probablement turque. En valaque, langue d’une minorité locale, Zāii cer signifie « les dieux demandent (un sacrifice) ».

## Géographie
Zaječar est la ville principale de la région de la Timočka Krajina (« la frontière du Timok »).

## Histoire
Zaječar est mentionnée pour la première fois dans un document turc en 1466 ; à l'époque, 8 familles vivaient dans la localité. La ville actuelle est située à proximité du palais impérial romain de Felix Romuliana (Gamzigrad), qui remonte au IIIe siècle et dont les vestiges ont été inscrits en 2007 sur la liste du patrimoine mondial de l'UNESCO.

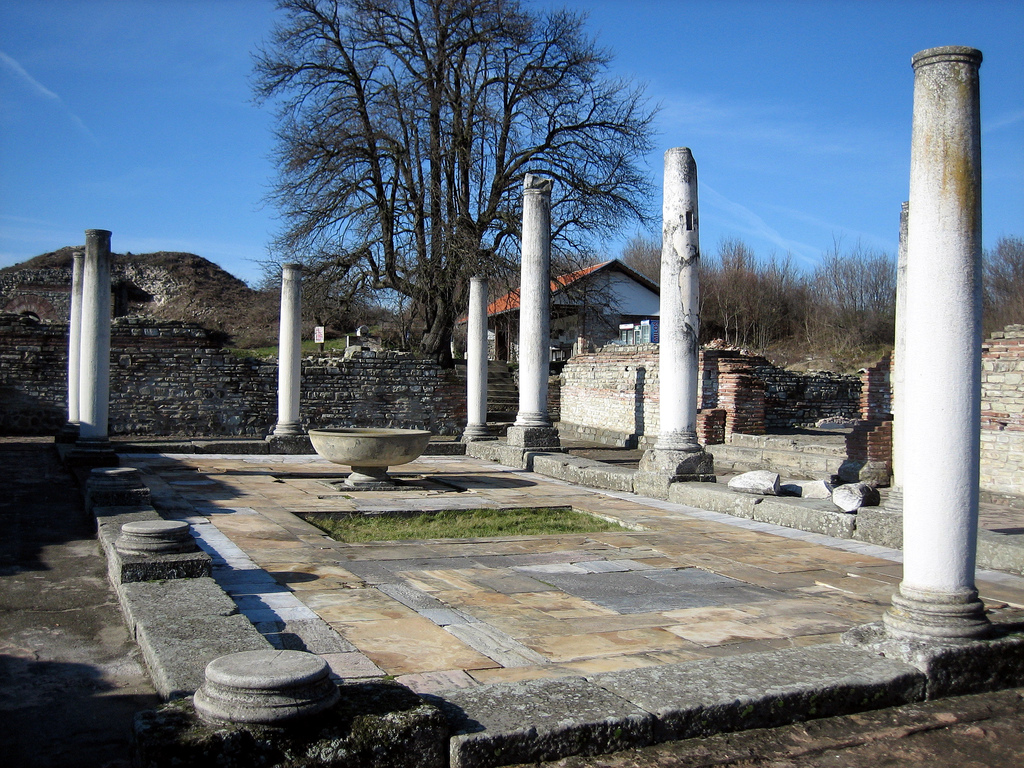
Felix Romuliana.

## Localités de la municipalité de Zaječar

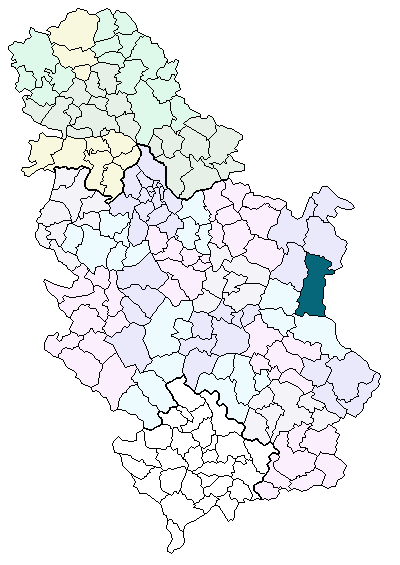
Localisation de la municipalité de Zaјеčar en Serbie.

Le territoire de la Ville de Zaјеčar (ex-municipalité) compte 43 localités :
| - Borovac - Brusnik - Velika Jasikova - Veliki Izvor - Veliki Jasenovac - Vražogrnac - Vratarnica - Vrbica - Gamzigrad - Glogovica - Gornja Bela Reka | - Gradskovo - Grlište - Grljan - Dubočane - Zagrađe - Zaječar - Zvezdan - Jelašnica - Klenovac - Koprivnica - Lasovo | - Lenovac - Leskovac - Lubnica - Mala Jasikova - Mali Izvor - Mali Jasenovac - Marinovac - Metriš - Nikoličevo - Planinica - Prlita | - Rgotina - Salaš - Selačka - Tabakovac - Trnavac - Halovo - Čokonjar - Šipikovo - Šljivar |

En application de la loi sur l'organisation territoriale de la Répbulique de Serbie, votée le 28 décembre 2007, Zaječar a obtenu le statut officiel de « ville » ou « cité » (en serbe, au singulier : Град et Grad ; au pluriel : Градови et Gradovi). Toutes les autres localités de la municipalité sont considérées comme des « villages » (село/selo).

## Démographie

### Zaječarintra muros

#### Évolution historique de la population
| 1948   | 1953   | 1961   | 1971   | 1981   | 1991   | 2002   | 2011   |
| ------ | ------ | ------ | ------ | ------ | ------ | ------ | ------ |
| 11 861 | 14 489 | 18 690 | 27 599 | 36 958 | 39 625 | 39 491 | 36 830 |

### Ville(ex-municipalité)

#### Répartition de la population dans les localités (2002)
Les localités suivantes sont disposent d'une majorité de Serbes : Zaječar, Borovac, Brusnik, Veliki Izvor, Veliki Jasenovac, Vražogrnac, Vratarnica, Vrbica, Gamzigrad, Gornja Bela Reka, Gradskovo, Grlište, Grljan, Zagrađe, Zvezdan, Jelašnica, Klenovac, Koprivnica, Lasovo, Lenovac, Leskovac, Lubnica, Mali Izvor, Marinovac, Metriš, Nikoličevo, Planinica, Prlita, Rgotina, Salaš, Selačka, Tabakovac, Trnavac, Halovo, Čokonjar et Šljivar. Trois localités sont majoritairement habitées par des Valaques : Dubočane, Mala Jasikova et Šipikovo. Les villages de Velika Jasikova et Mali Jasenovac sont peuplés par une majorité relatives de Serbes et celui de Glogovica par une majorité relative de Valaques.

## Politique

### Élections locales de 2004
À la suite des élections locales serbes de 2004, les sièges de la municipalité de Zaječar se répartissaient de la manière suivante :
| Parti                        | Sièges |
| ---------------------------- | ------ |
| Parti démocratique           | 12     |
| Parti radical serbe          | 9      |
| Coalition « Pour Zaječar »   | 6      |
| Mouvement Force de la Serbie | 5      |
| Parti démocratique de Serbie | 4      |
| Parti socialiste de Serbie   | 4      |
| Mouvement serbe du renouveau | 3      |
| G17 Plus                     | 3      |
| Nouvelle Serbie              | 2      |
| « Preduzetnici za opštinu »  | 2      |

Boško Ničić a été élu président (maire) de la municipalité.

### Élections locales de 2008
À la suite des élections locales serbes de 2008, les 51 sièges de l'assemblée municipale de Zaječar se répartissaient de la manière suivante :
| Parti                                                                         | Sièges |
| ----------------------------------------------------------------------------- | ------ |
| Coalition « Je vis pour Zaječar »                                             | 23     |
| Parti radical serbe                                                           | 12     |
| Pour une Serbie européenne                                                    | 9      |
| Parti socialiste de Serbie - Parti des retraités unis de Serbie - Serbie unie | 3      |
| Parti démocratique de Serbie                                                  | 2      |
| Parti libéral-démocrate                                                       | 2      |

Boško Ničić, qui dirigeait la coalition « Je vis pour Zaječar » (en serbe : Živim za Zaječar), a été élu maire (Gradonačelnik) de la Ville.

## Culture

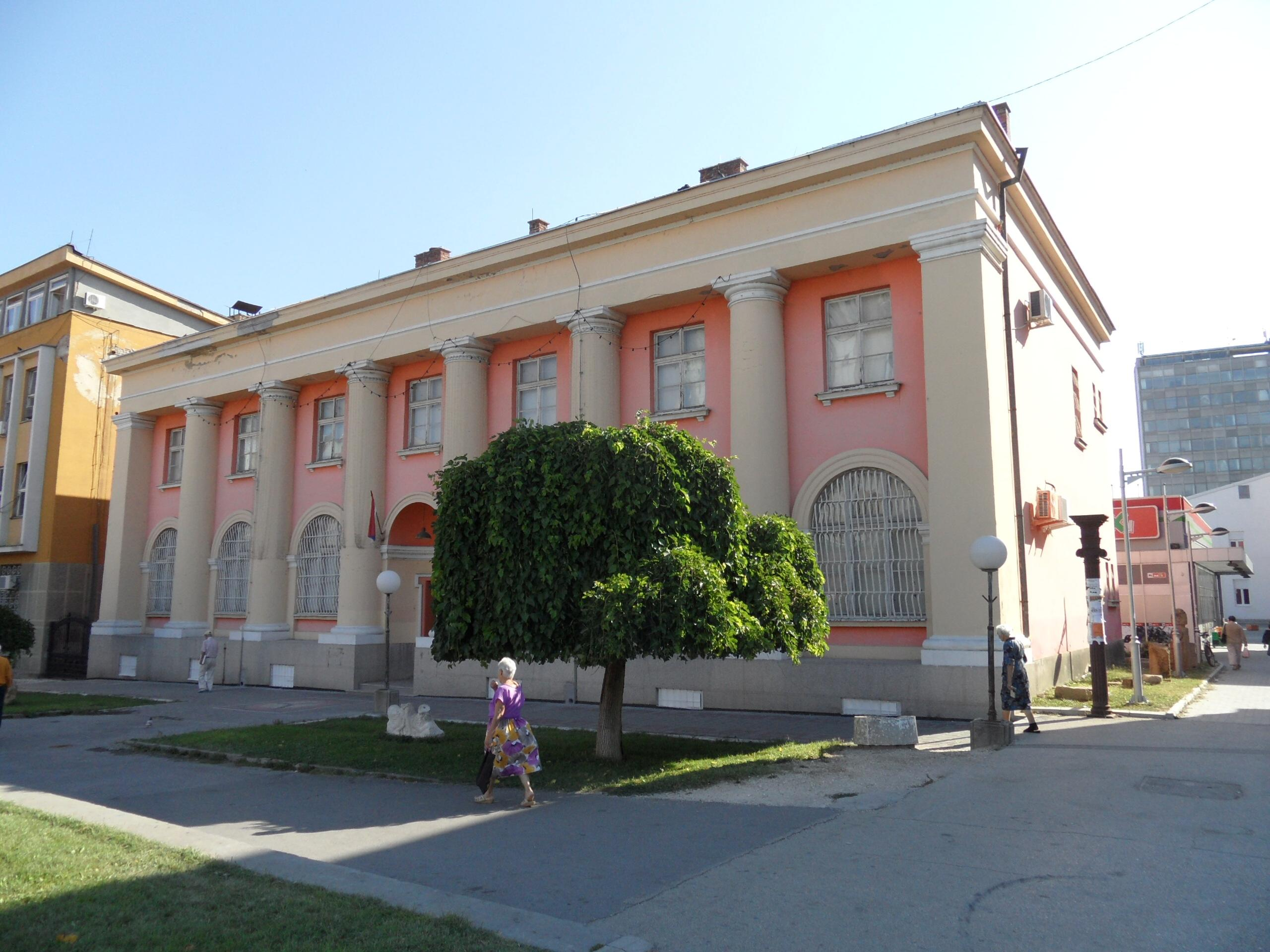
Le musée national de Zaječar.

### Élections locales de 2012
À la suite des élections locales serbes de 2012, les 51 sièges de l'assemblée municipale de Zaječar se répartissaient de la manière suivante :
| Parti                                                                         | Sièges |
| ----------------------------------------------------------------------------- | ------ |
| Régions unies de Serbie                                                       | 21     |
| Victoire pour une vie meilleure                                               | 14     |
| Donnons de l'élan à Zaječar                                                   | 5      |
| Un choix pour une vie meilleure                                               | 4      |
| Preokret                                                                      | 3      |
| Parti socialiste de Serbie - Parti des retraités unis de Serbie - Serbie unie | 3      |
| Autre                                                                         | 1      |

## Sport
Zaječar possède un club de football, le FK Timok Zaječar.

## Tourisme
À proximité de Zaječar, au village de Gamzigrad, se trouve le site romain de Romuliana ou Felix Romuliana, un castrum où est mort et a été enterré l'empereur Galère (vers 250-311). Le site a été inscrit en 2007 sur la liste du patrimoine mondial de l'UNESCO.
Autres monuments culturels
- la cathédrale de la Nativité-de-la-Mère-de-Dieu

## Personnalités
- Galère (250-311), empereur romain est né et mort (et enterré) à Felix Romuliana, à environ 10 km de Zaječar
- Nikola Pašić (1845–1926), diplomate et homme politique, né à Zaječar.
- Svetozar Marković (1846–1875), socialiste serbe
- Zoran Radmilović (1933-1985), acteur.
- Mirko Cvetković (né en 1950), homme politique serbe, premier-ministre du Gouvernement de la république Serbe, depuis juin 2008
- Boban Marjanovic (né en 1988), joueur de basketball évoluant au poste de pivot en NBA.

## Coopération internationale
- Vidin (Bulgarie)
- Calafat (Roumanie)